# 安立スハル
安立 スハル（あんりゅう すはる、1923年1月28日 - 2006年2月26日）は、昭和・平成期の歌人。京都府京都市東山区出身。
1939年、肺結核の療養中に作歌を始める。1940年、京都府立桃山高等女学校卒業。1941年、北原白秋主宰の歌誌「多磨」入会。1949年、宮柊二に初めて会い、指導を受けるようになる。1953年、宮柊二主宰の歌誌「コスモス」創刊に参加。1956年、第三回コスモス賞受賞。1964年、第一歌集『この梅生ずべし』を刊行。生前に歌集はこの一冊のみである。母親の介護を終えて間もなく、83歳で死去。生涯独身だったという。
少女時代から肺結核による長い療養生活を送り、多くの歌人にその作品を慕われながらも素顔さえあまり見せないという地味な生涯だった。死後に仲間の尽力で出版された『安立スハル全歌集』をもって初めてその全貌が歌壇に知られた。歌の素材は個人の狭い生活範囲に限られているが、日常生活のユニークな発見や箴言的な言い切り、口語調のリズムを用いた、軽やかでありながら哀歓を暗示する作品が多い。

## 著書
- この梅生ずべし（コスモス叢書：第19篇） 白玉書房 1964.3
- 安立スハル全歌集（コスモス叢書：第830篇） 柊書房 2007.3 ISBN 978-4899751670